# Szabó Béla (festő, 1937)
Szabó Béla (Marcali, 1937. április 8. –) magyar festőművész, középiskolai rajztanár.

## Életrajz
Apja Szabó Nándor tanító, anyja Hikman Ilona. Anyai nagyapja Hikman Béla műlakatos, díszműkovács. Az általános iskolát Marcaliban végezte, ahol rajztanára, Szikra János festőművész fedezte fel a tehetségét. 1952-ben a budapesti Képző- és Iparművészeti Gimnáziumban kezdte meg művészeti tanulmányait. 1956-ban felvételt nyert a Magyar Képzőművészeti Főiskolára. Mesterei Szőnyi István, Bernáth Aurél és Domanovszky Endre voltak.
1961-ben középiskolai tanári oklevelet, 1962-ben művész diplomát szerzett. 1962-től Marcaliban rajztanárként dolgozott. 1966-tól 1969-ig Derkovits-ösztöndíjban részesült. 1967-ben kinevezték a budapesti Képző- és Iparművészeti Szakközépiskola művész tanárának, 2002–2007-ig az iskola művészeti igazgatóhelyettese volt.
Tanári munkája mellett számos magyarországi és nemzetközi kiállításon vett részt. Jelenleg Szigetszentmiklóson él és alkot, alapító tagja a városi lnsula Képzőművészeti Alkotóközösségnek. Számos képe magángyűjteményekben, néhány festménye a marcali múzeumban található. „Buzsáki lakodalmasok” című 300 × 800 cm-es pannója a buzsáki Faluház házasságkötő termét díszíti.

## További információk

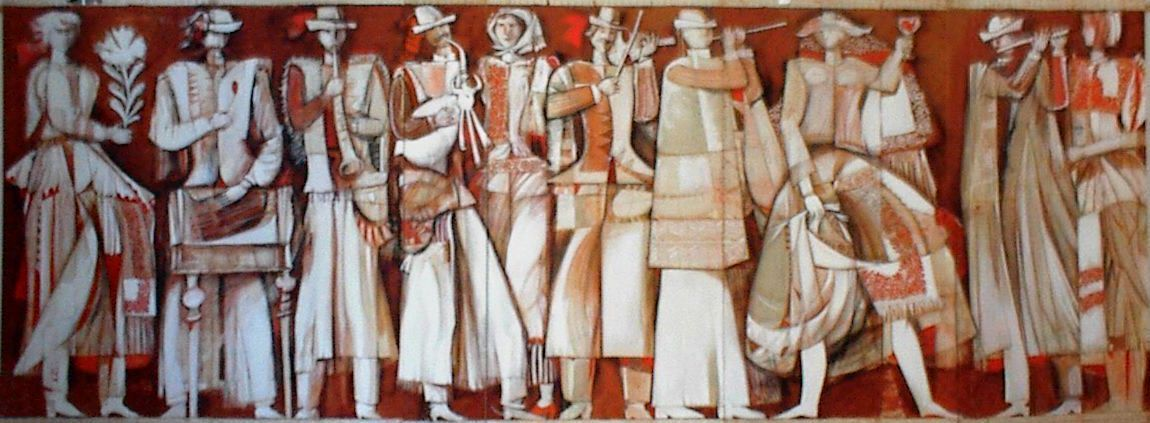
A buzsáki Faluház házasságkötő termét díszítő pannó